# Milan Joksimović
Milan Joksimović (in serbo Милан Јоксимовић?; Užice, 24 settembre 1996) è un calciatore serbo, difensore del Mladost Lučani.